# Leerdoel
Een leerdoel geeft aan wat men met het onderwijs wil bereiken. Soms wordt leerdoel gebruikt als synoniem van de term eindterm. Een leerdoel specificeert duidelijk en concreet wat men beoogt de leerling bij te brengen, op het gebied van kennis, inzichten en vaardigheden. In de bijbehorende onderwijsstrategie staat hoe men dit denkt te bereiken, en hoe men het leerresultaat toetst.

## Terminologie
Wanneer een leerdoel betrekking heeft op een specifieke les van een docent noemt men dit een lesdoel. Als het gaat om eisen die gesteld worden aan het halen van een diploma voor een bepaalde opleiding of aan het slagen voor een cursus gebruikt men het woord eindterm. Algemeen geformuleerde leerdoelen, waar het basisonderwijs en de basisvorming in Nederland, volgens het Nederlands ministerie van Onderwijs, naar dienen te streven, worden kerndoelen genoemd. Wanneer men deze hiërarchie onderzoekt en relaties legt tussen leerdoelen op de verschillende niveaus van toepassing, ontstaat er een boomstructuur met toenemende specificering. Deze structuur noemt men een leerdoelhiërarchie.
Een leerdoelhiërarchie ontstaat ook als men binnen een onderwijsblok de meerdere leerdoelen groepeert en koppelt van algemeen naar gedetailleerd. Daarbij zijn er vaak impliciete relaties. Reflectie impliceert analyse, analyse impliceert ervaring, ervaring impliceert begrip en begrip impliceert kennis.

## Soorten leerdoelen
Men onderscheidt de volgende leerdoelen:
- cognitieve en metacognitieve doelen (met het hoofd)
- affectieve doelen (met het hart)
- sociale doelen (met anderen)
- motorische doelen (met de handen)

In de praktijk zal men vooral (meta-)cognitieve of sociale leerdoelen tegenkomen.
De verschillende soorten leerdoelen kunnen verder worden onderverdeeld in verschillende leerstadia. Voor cognitieve leerdoelen is dit bijvoorbeeld opeenvolgend:
- kennis
- begrip
- toepassing
- analyse
- reflectie (inzicht)

Voor affectieve leerdoelen is dit bijvoorbeeld
- aandacht
- interesse
- waardering
- empathie
- houding

Voor sociale leerdoelen kan men werken met
- contact
- afspraak
- relatie
- coöperatie en
- team

Voor motorische leerdoelen is een mogelijke indeling
- imaginatie (meedoen)
- imitatie (nadoen)
- automatisme (vanzelf doen)
- demonstratie (voordoen)
- virtuositeit (zelf doen)

Het indelen van een leerdoel in bijvoorbeeld de categorieën kennis, begrip, toepassing, analyse en reflectie kan de effectiviteit van het leren verhogen omdat het de leerling helpt om zich bewust te worden van het niveau van beheersing dat ze hebben van de materie.

## Bloom's taxonomie
In de taxonomie van Bloom worden drie soorten leerdoelen aangegeven:
- Cognitieve doelen
- Affectieve doelen
- Motorische doelen